# Morro d’Oro
Morro d’Oro ist eine kleine Gemeinde in den Abruzzen in Italien. Sie gehört zur Provinz Teramo und zählt 3547 Einwohner. Der Ort gliedert sich in die Ortsteile (Fraktionen) Case di Bonaventura, Case Merluzzi, Pagliare, Propezzano, Razzano, San Pietro und Torrenera. Die Nachbargemeinden sind Atri, Notaresco und Roseto degli Abruzzi.

## Santa Maria di Propezzano
Einsam zwischen Olivenfeldern und verkehrstechnisch dementsprechend schwierig zu erreichen liegt sehr malerisch diese Kirche mit angeschlossenem Kloster. Die heutige Anlage stammt aus dem beginnenden 14. Jahrhundert. Die stark beschädigten Fresken des Portikus zeigen in einer eigentümlichen Darstellung die Päpste Bonifaz IX., Martin V. und Alexander II., welche die der Kirche verliehenen Privilegien vorzeigen. Der Innenraum der Kirche hat enorme Ausmaße, die man in dieser einsamen Lage nicht vermuten würde.

## Weinbau
In der Gemeinde werden Reben der Sorte Montepulciano für den DOC-Wein Montepulciano d’Abruzzo angebaut.